# Pont de Tolbiac
Pont de Tolbiac (česky Most Tolbiac) je silniční most přes řeku Seinu v Paříži. Spojuje 12. obvod na pravém břehu a 13. obvod na levém.

## Historie
Most byl postaven během urbanistického rozvoje obytných čtvrtí ve východní části Paříže během 2. poloviny 19. století. O stavbě rozhodla městská rada v roce 1876, neboť dosavadní mosty Pont National a Pont de Bercy byly od sebe značně vzdálené. Se stavbou bylo započato v roce 1879 a most byl dokončen roku 1882. V roce 1943 byl most zasažen při náletech spojenců.

## Název
Jméno mostu je odvozeno od názvu ulice Rue de Tolbiac. Tolbiac (z latinského Tolbiacum) je bývalý název německého města Zülpich, které leží mezi Bonnem a Cáchamy. V roce 496 se zde konala bitva, ve které franský král Chlodvík I. zvítězil nad Alamany.

## Architektura
Most je zděný o pěti obloucích, jeho celková délka činí 168 metrů a šířka 20 metrů.

## Most v literatuře
V románu o soukromém detektivovi Nestoru Burmovi spisovatele Léo Maleta Brouillard au pont de Tolbiac (Mlha na mostě Tolbiac) z roku 1956 je zmínka o tomto mostě.

## Umístění
| \| \| Umístění mostu \|                  | \| \| Umístění mostu \| | \| \| Umístění mostu \|    |
| Most dole: Passerelle Simone-de-Beauvoir | Umístění mostu          | Most nahoře: Pont National |
| ---------------------------------------- | ----------------------- | -------------------------- |
|                                          | Umístění mostu          |                            |